# John Battle
John Sidney Battle (Washington, 9 novembre 1962) è un ex cestista statunitense, professionista nella NBA.

## Carriera
È stato selezionato dagli Atlanta Hawks al quarto giro del Draft NBA 1985 (84ª scelta assoluta).